# Affari al buio: che colpo Barry!
Affari al buio: che colpo Barry! (Storage Wars: Barry's Best Buys) è una serie televisiva statunitense, in onda su A&E Network dal 2016. Si tratta di uno spin-off di Affari al buio.
In Italia la serie viene trasmessa dal 28 marzo 2017, con un appuntamento fissato per ogni martedì alle 21:50 su Blaze.

## Episodi
| N° | Titolo                         | Titolo originale   | Prima TV USA   | Prima TV ITA   |
| -- | ------------------------------ | ------------------ | -------------- | -------------- |
| 1  | Le più grandi fregature        | Barry's Busts      | 19 aprile 2016 | 28 marzo 2017  |
| 2  | Colpi d'asta da...fuoco        | Barry's Best Finds | 26 aprile 2016 | 4 aprile 2017  |
| 3  | Preziosi alleati               | Sidekicks          | 3 maggio 2016  | 11 aprile 2017 |
| 4  | Tutte le strategie             | Strategies         | 10 maggio 2016 | 18 aprile 2017 |
| 5  | Imperdonabili errori           | Mistakes           | 17 maggio 2016 | 25 aprile 2017 |
| 6  | Alleanze e collaborazioni      | Collaborations     | 24 maggio 2016 | 2 maggio 2017  |
| 7  | Dall'uomo al...mito delle aste | Barry's Story      | 31 maggio 2016 | 9 maggio 2017  |